# فهرست نقشه‌بردارها
نقشه‌برداری مطالعه نقشه نگاری است و نقشه نگاران نقشه ساز و نگارنده تصویر سطح مکان‌ها و جای‌ها هستند.

## قبل از سال ۱۴۰۰
اهمیت نقشه نگاری. نقشه نگاری تاریخی کهن دارد از نقشه نگاران نقشه‌های کهن اطلاع چندانی در دست نیست.
نقشه‌های نخستین تصوراتی بوده‌است که از عصر آهن تا پایان دوره قرون وسطی (سده‌های میانه) و عصر اکتشاف، نوآوری و ظهور جغرافیای مدرن را در بر می‌گیرد. نقشه‌ها در دوره نخست دوره نگرش بسیار بسیط انسان را نشان می‌دهد. نقشه بابلیون قدیمی‌ترین نقشه است که تصور بسیط مردم را از جهان نشان می‌دهد بعدها در نقشه‌های جهان دنیا به هفت دریا و هفت اقلیم کاچ (تقسیم) شده‌است؛ که دریای پارس و سرزمین پارس یکی از هفت اقلیم است.
بر اساس کتاب اسناد نام خلیج فارس، میراثی کهن و جاودان، جغرافیا و نقشه نگاری از قدیمی‌ترین علوم کاربردی جهان است و نام ایران یا پرشیا و نام خلیج فارس یکی از اندک نام‌های مکانی است که در همه نقشه‌های جهان می‌توان آنرا در درازای زمان به‌طور مستمر یافت. بیشتر از سیصد نقشه نگار از ابتدای تاریخ نگارش نقشه تا ۱۹۶۰ از خلیج فارس و معادلهای آن در نقشه‌های جغرافیایی خود نام برده‌اند که مهمترین آنها را در فهرست زیر می‌توان نام برد.

ارائه مدرن نقشه جهانی Anaximander قرن ۶ قبل از میلاد

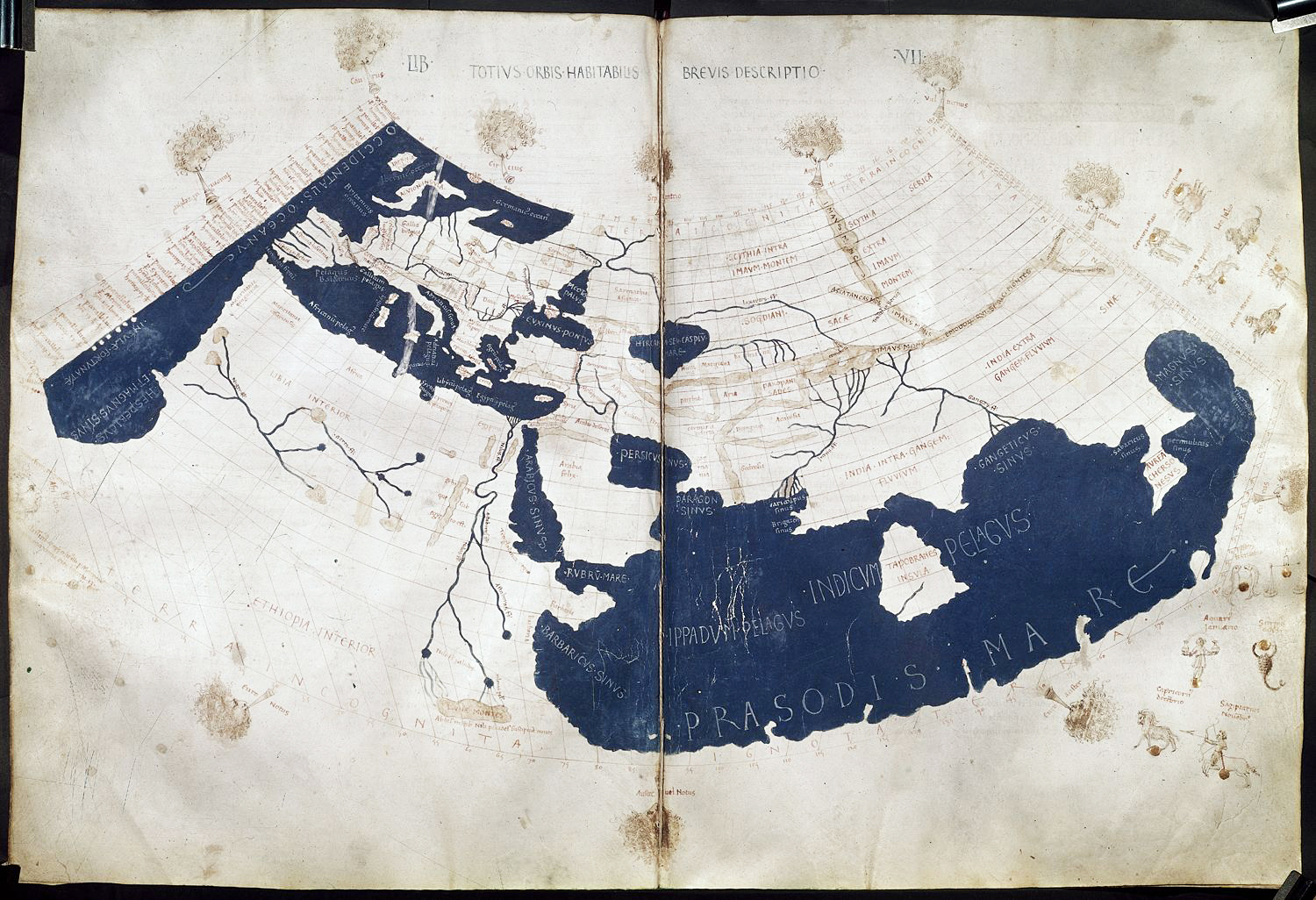
نقشه جهانی ۱۵۰ م بطلمیوس (همان‌طور که در قرن پانزدهم ترسیم شده‌است)

- آناکسیماندر، آناتولی یونان (۶۱۰ قبل از میلاد - ۵۴۶ پیش از میلاد)، اولین کسی که سعی در تهیه نقشه ای از جهان شناخته شده دارد
- هکاتئوس از میلتوس، آناتولی یونان (۵۵۰ قبل از میلاد - ۴۷۶ پیش از میلاد)، جغرافیدان، نقشه‌بردار و مردم‌شناس اولیه
- دیکائرکوس، یونان (حدود ۳۵۰ قبل از میلاد - ۲۸۵ قبل از میلاد)، فیلسوف، نقشه بردار، جغرافیدان، ریاضی‌دان، نویسنده
- Ende، اسپانیا (حدود ۱۰۰۰ میلادی)، تصویرگر، نقشه‌بردار، راهبه
- Eratosthenes، بطلمیوسی مصر (۲۷۶ قبل از میلاد - ۱۹۴ پیش از میلاد)، دانشمند، ریاضی‌دان، جغرافیدان و نقشه‌بردار یونانی
- هیپارخوس، یونان (۱۹۰ قبل از میلاد - ۱۲۰ قبل از میلاد)، ستاره‌شناس، نقشه‌بردار، جغرافیدان
- لیو آن، چین (۱۷۹ قبل از میلاد - ۱۲۲ پیش از میلاد)، جغرافیدان، نقشه بردار، نویسنده کتاب Huainanzi
- مارینوس از تایر، سوریه رومی (c. 70–130 میلادی)، جغرافیدان، نقشه نگار و ریاضی‌دان یونانی،[۲] که جغرافیای ریاضی را بنیان نهاد
- بطلمیوس، مصر بطلمیوسی (حدود ۸۵–۱۶۵)، منجم، نقشه‌بردار و جغرافی‌دان یونانی
- پی زیو (۲۲۴–۲۷۱)، جغرافی‌دان و نقشه‌بردار چینی
- ایسیدور سویل، هیسپانیا (۵۶۰–۶۳۶)
- الخوارازمی، خلافت (قرن نهم)، نقشه کش، جغرافیدان و چند روش پارسی.
- سو آهنگ، چین (۱۰۲۰–۱۱۰۱)، horologist و مهندس؛ وی به عنوان یک دیپلمات سلسله سونگ، از دانش خود در زمینه نقشه‌برداری و نقشه‌برداری برای حل اختلافات مرزی با خاندان رقیب لیائو استفاده کرد
- شن کو، چین (۱۰۳۱–۱۰۹۵)، دانشمند دانشمند و سیاستمدار، نویسنده رؤیای استخر مقالات، که شامل یک بزرگ اطلس چین و مناطق خارجی، و نیز ساخته شده که سه بعدی نقشه مطرح برجسته
- ال ادریسی، سیسیل (۱۱۰۰–۱۱۶۶)، نقشه کش، جغرافیدان و مسافر عرب
- ماکسیموس پلانودس، امپراتوری بیزانس (قرن سیزدهم)، راهبی که مرمت و بازسازی متون و نقشه‌های بطلمیوس را به عهده داشته‌است
- پتروس Vesconte، ژنوایی نقشه‌کش، نویسنده از قدیمی‌ترین امضا چارت Portolan (1311)
- آنجلینو دولسرت (قرن ۱۴)، نویسنده اولین نمودارهای شناخته شده پورتولان مایورکایی از مدیترانه

## قرن پانزدهم

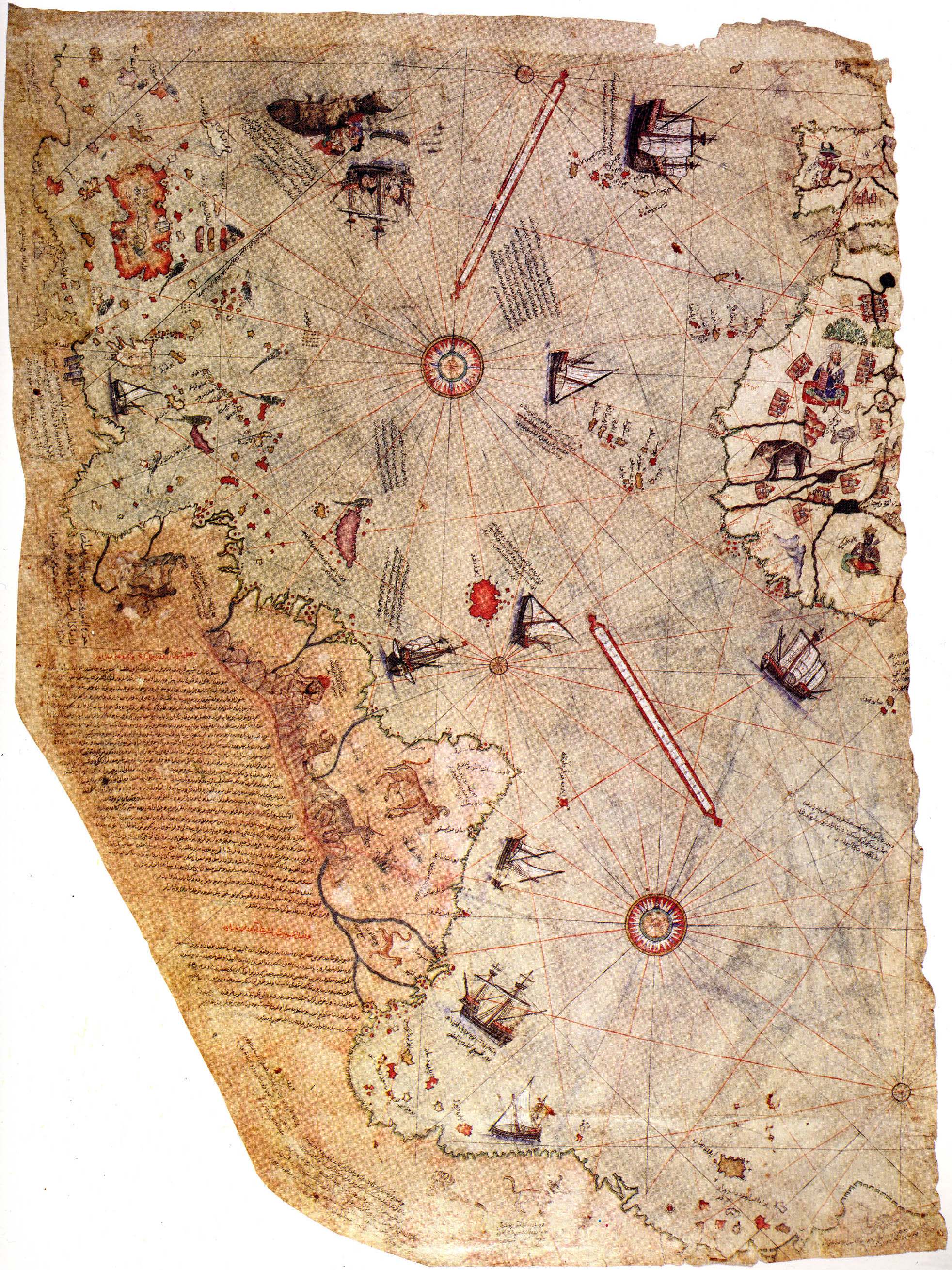
اولین نقشه جهانی پیری ریس

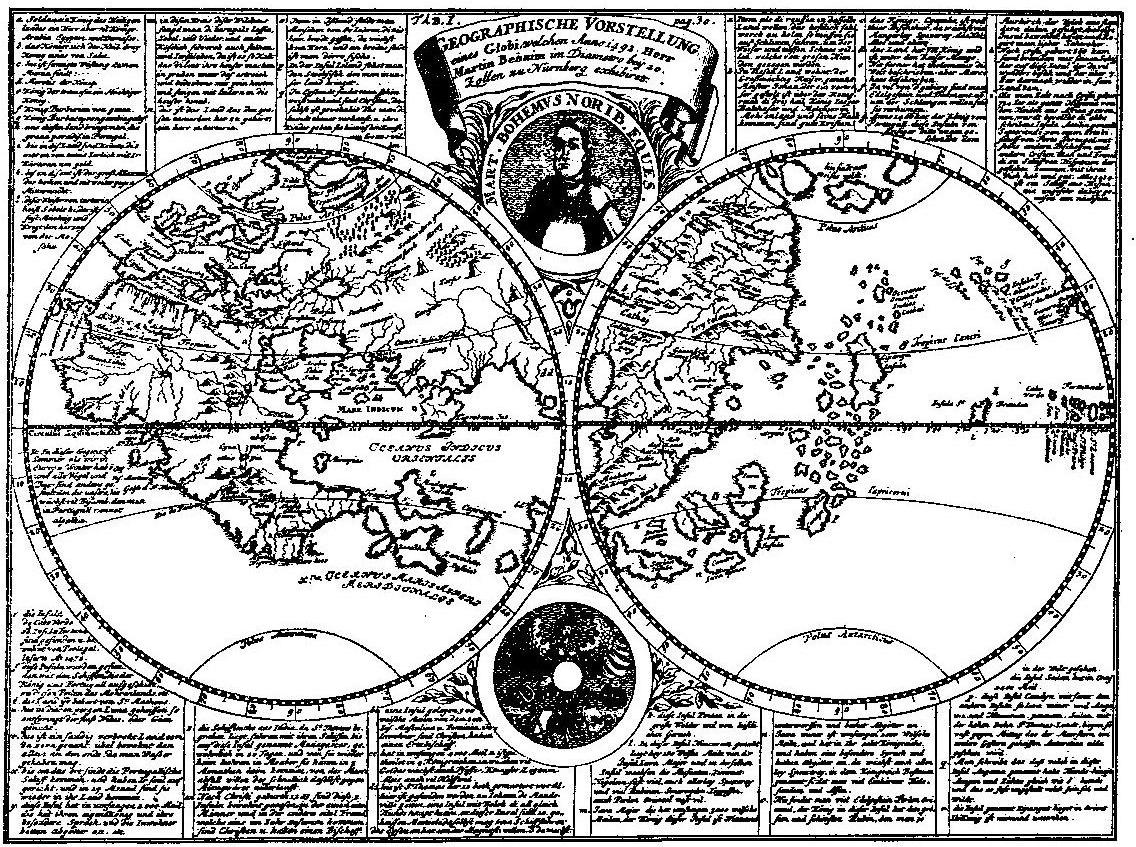
نقشه جهان مارتین بهیم ۱۴۹۲

- Jacobus Angelus، فلورانس، بطلمیوس را به زبان لاتین ترجمه کرد ح. 1406
- مارتین بهایم (آلمان، ۱۴۳۶–۱۵۰۷)
- بندیتو بوردونه (جمهوری ونیز (۱۴۶۰–۱۵۵۱)
- سباستین کابوت (۱۴۷۶–۱۵۵۷)، کاوشگر ونیزی
- ارهارد اتلاوب (۱۴۶۰–۱۵۳۲)
- لئوناردو داوینچی (ایتالیا، ۱۴۵۲–۱۵۱۹)
- Henricus Martellus Germanus (آلمان، fl. 1480–1496)
- Donnus Nicholas Germanus (آلمان، fl. 1460–1475)
- Fra Mauro (ونیز، حدود ۱۴۵۹)
- پیری ریس (دردانل، امپراتوری عثمانی، ۱۴۶۵–۱۵۵۴ / ۱۵۵۵)
- یوهانس رویش (هلند، حدود ۱۴۶۶–۱۵۳۰)، کاوشگر، نقشه‌بردار، ستاره‌شناس، تصویرگر نسخه‌های خطی و نقاش
- هارتمن شدل (آلمان، ۱۴۴۰–۱۵۱۴)
- آمریگو وسپوچی (جمهوری فلورانس، ۱۴۵۴–۱۵۱۲)
- یوهانس ورنر (آلمان، ۱۴۶۶–۱۵۲۸)، طرح نقشه ورنر را تصفیه و تبلیغ کرد
- مارتین والدسیمولر (آلمان، حدود ۱۴۷۰ – حدود ۱۵۲۱/۱۵۲۲)
- گابریل دو والسکا (قرن پانزدهم)، مایورکان، نویسنده چندین نمودار پورتولان از مدیترانه
- Grazioso Benincasa (قرن پانزدهم)، از آنکونا، نویسنده چندین نمودار Portolan از مدیترانه

## قرن شانزدهم

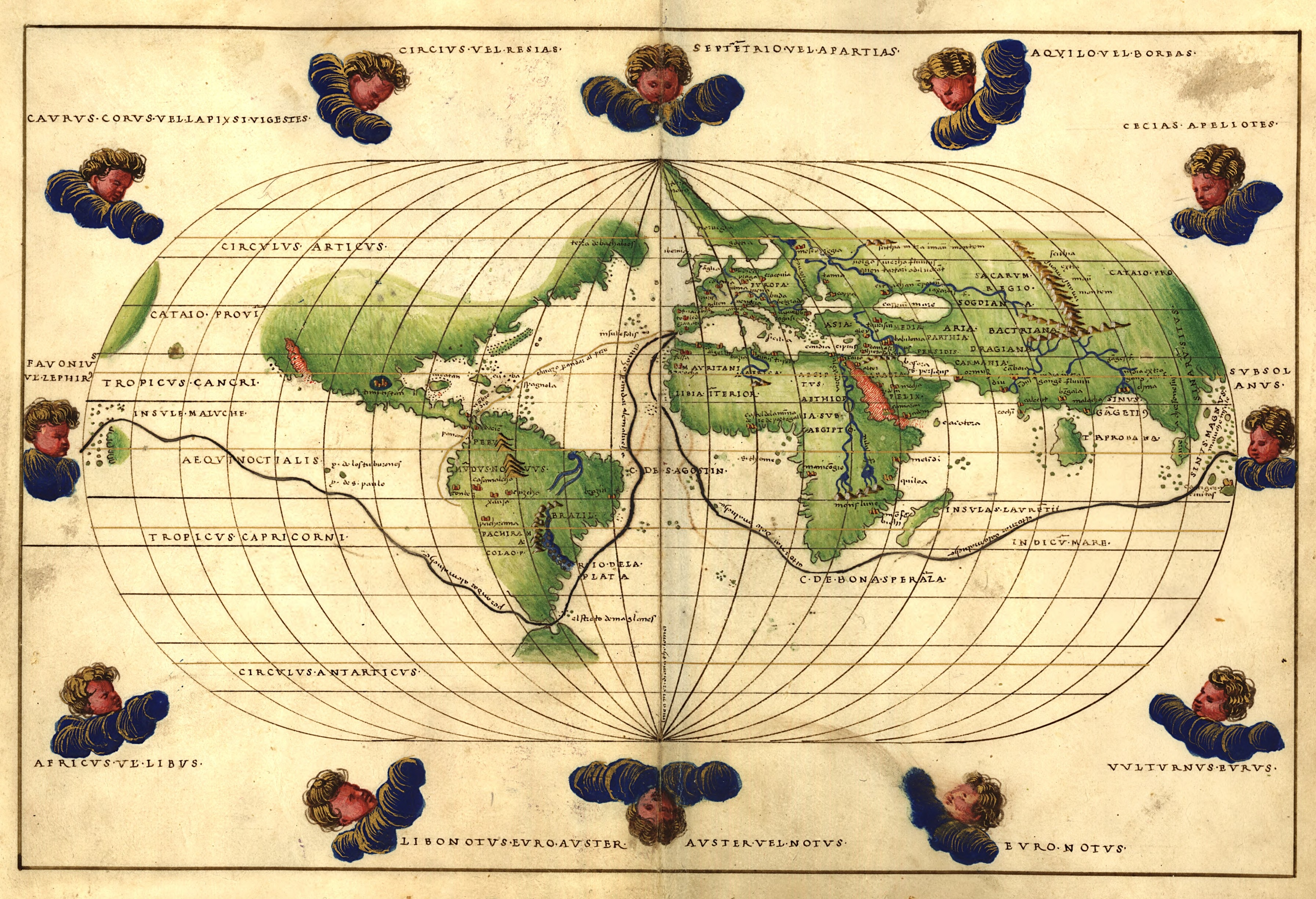
نقشه جهان ۱۵۴۴ باتیستا اگنسی

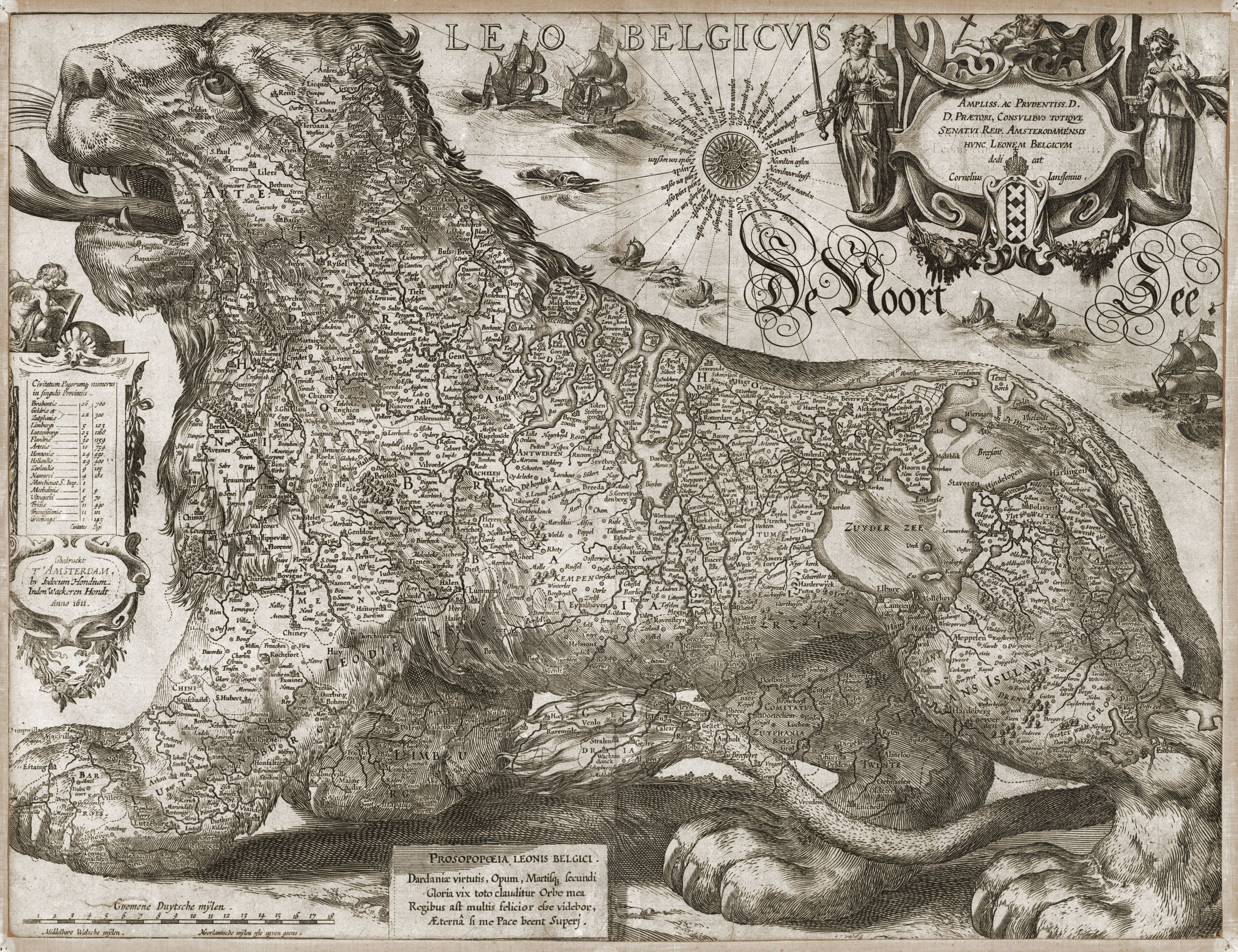
Jodocus Hondius ' Leo Belgicus (1611)

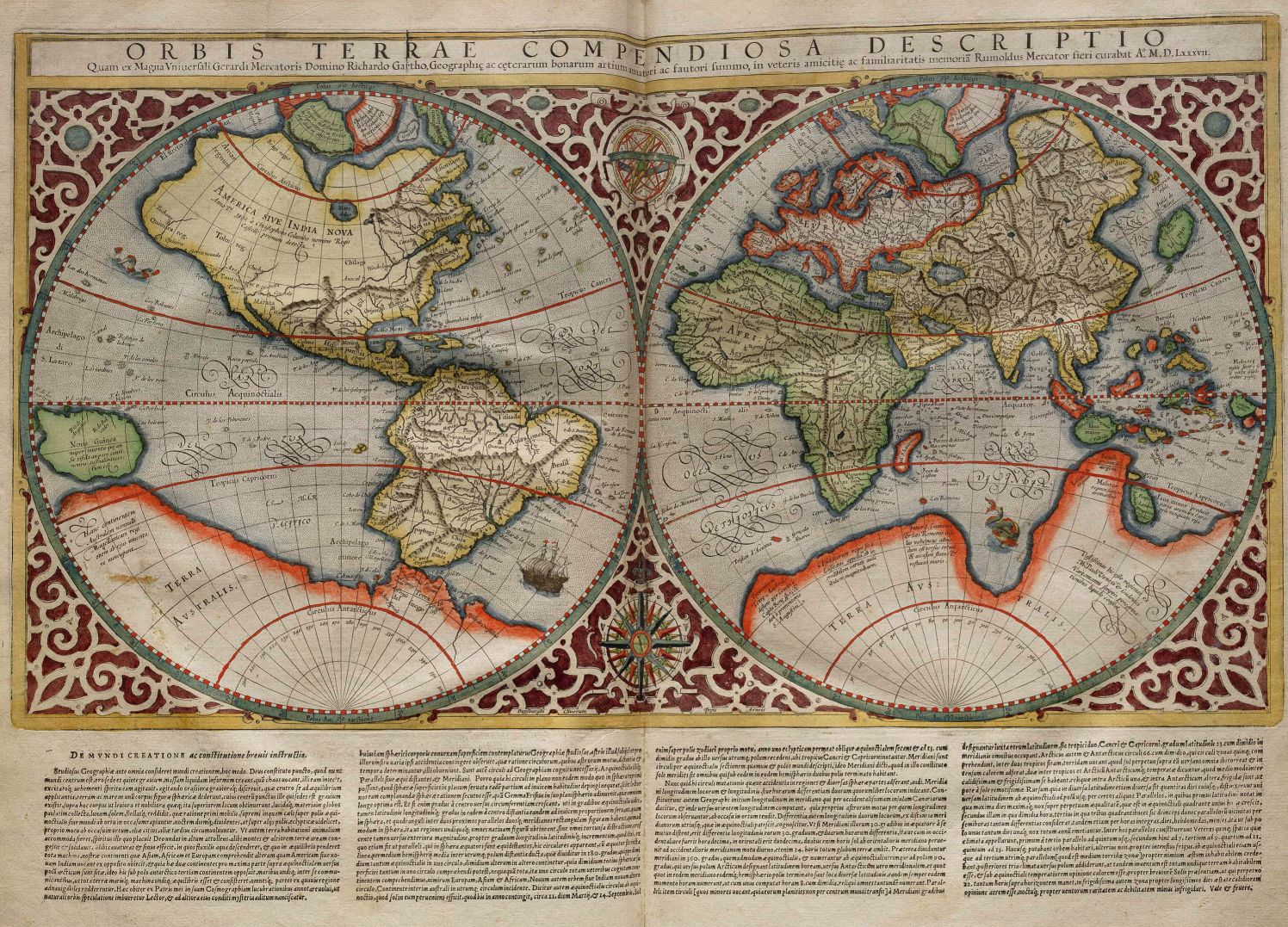
نقشه جهان جراردوس مرکاتور ۱۵۸۷

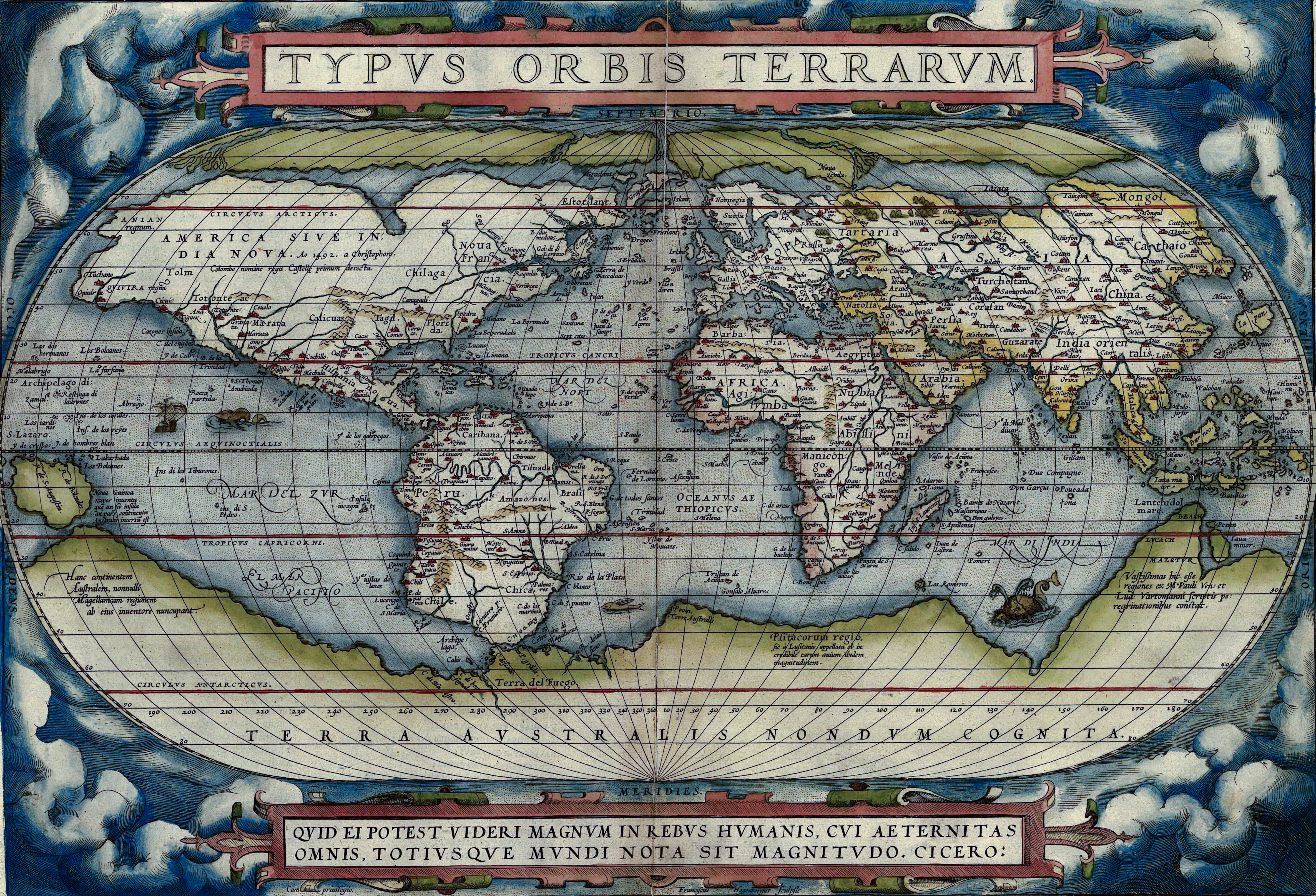
نقشه جهانی از Theatrum Orbis Terrarum توسط آبراهام اورتلیوس

- جیووانی باتیستا اگنسه (ج. ۱۵۰۰–۱۵۶۴)، ژنوایی، نقشه‌کش، نویسنده متعدد اطلس دریایی
- حاجی احمد، نقشه‌کش تونسی، ترجمه قرن شانزدهم. نقشه امپراتوری عثمانی به زبان ترکی.
- Peter Apian (1495–1552)، همچنین به عنوان Peter Bienewitz، جغرافیدان و ستاره‌شناس آلمانی، نویسنده طرح Apianus شناخته می‌شود
- فیلیپ آپیان (۱۵۳۱–۱۵۸۹)
- Joost Janszoon Bilhamer (هلند، ۱۵۴۱–۱۵۹۰)
- ویلم جانزون بلائو (هلند، ۱۵۷۱–۱۶۳۸)، پدر جوآن بلیو
- جیووانی باتیستا بوازیو، نقشه سفر فرنسیس دریک به هند غربی و آمریکا را ترسیم کرد
- جیکوب رولوفس ون دونتر (هلند، c 1510 / 15-1575)
- فرنائو واز دورادو (هند، حدود ۱۵۲۰ – حدود ۱۵۸۰)، نقشه‌بردار پرتغالی مدرسه که توسط لوپو همم آغاز شده‌است
- اورونس فینه (فرانسه، ۱۴۹۴–۱۵۵۵)
- Gemma Frisius (یا Reiner Gemma) (هلند، ۱۵۰۸–۱۵۵۵)
- مارتین هلوگ (آلمان، ۱۵۱۶–۱۵۷۴)
- آگوستین هیرشوگل (آلمان، ۱۵۰۳–۱۵۵۳)
- لوپو هومم (پرتغال؟ - ۱۵۶۵)، نویسنده مشترک، با خانواده راینل، از معروف میلر اطلس
- دیوگو هومم (پرتغال ۱۵۲۱–۱۵۷۶)، نقشه‌بردار، پسر لوپو همم
- Jodocus Hondius (هلند، ۱۵۶۳–۱۶۱۲)
- یوهانس هونتروس (ترانسیلوانیا، ۱۴۹۸–۱۵۴۹)
- جرارد دو ژود (هلند، ۱۵۰۹–۱۵۹۱)
- اوربانو مونتی (ایتالیا، ۱۵۴۴–۱۶۱۳)
- ژاک لو موین (فرانسه، حدود ۱۵۳۳–۱۵۸۸)
- گیوم لو تستو (فرانسه، حدود ۱۵۰۹–۱۵۷۳)
- Jacobus Pentius de Leucho (ایتالیا)
- جراردوس مرکاتور (هلند، ۱۵۱۲–۱۵۹۴)
- سباستین مونستر (آلمان، ۱۴۸۸–۱۵۵۲)
- آبراهام اورتلیوس (فرانسه، ۱۵۲۷–۱۵۹۸)، به‌طور کلی به عنوان خالق اولین اطلس مدرن شناخته می‌شود
- پتروس پلانسیوس (هلند، ۱۵۵۲–۱۶۲۲)
- تیموتی پونت (اسکاتلند، ۱۶۶۵–۱۶۱۴)
- پدرو رینل (پرتغال)؟ –ج ۱۵۴۲)، نویسنده قدیمی‌ترین نمودار دریایی پرتغالی امضا شده
- خورخه راینل (پرتغال حدود ۱۵۰۲ – حدود ۱۵۷۲)، نقشه‌بردار پرتغالی، پسر پدرو راینل
- دیوگو ریبیرو (پرتغال، -Sevilha، ۱۵۳۳)، نویسنده اول شناخته شده جهان‌نمای مسطح با فارغ‌التحصیل استوا (۱۵۲۷)
- سباستینو لوپس (قرن شانزدهم پرتغال)، نقشه کش و کیهان نگار پرتغالی
- کریستوفر ساکستون (انگلیس، متولد سال ۱۵۴۰)
- جان اسپید (انگلیس، ۱۶۴۲–۱۵۴۲)
- فرناندو valvares Seco (پرتغال -؟)، قدیمی‌ترین نقشه شناخته شده پرتغال را امضا کرد، که در نسخه‌های مختلف آبراهام اورتلیوس در تئاتر Orbis Terrarum تولید می‌شود
- برناردوس سیلوانوس (ایتالیا)
- لوئیس تیزیرا (پرتغال)؟ -؟)، نویسنده اطلس مهم برزیل
- بارتولومئو ولهو (پرتغال)؟ –۱۵۶۸)، جهان شناس و نقشه‌بردار
- Lucas Janszoon Waghenaer (هلند، ۱۵۳۳ / ۳۴–۱۶۰۵ / ۰۶)، راننده، نقشه‌بردار
- ادوارد رایت (ریاضیدان) (انگلستان، ۱۶۱۵–۱۵۶۱)، ریاضیدان و نقشه‌بردار

## قرن ۱۷
- پیتر ون درآآ (هلند، ۱۶۵۹–۱۷۳۳)

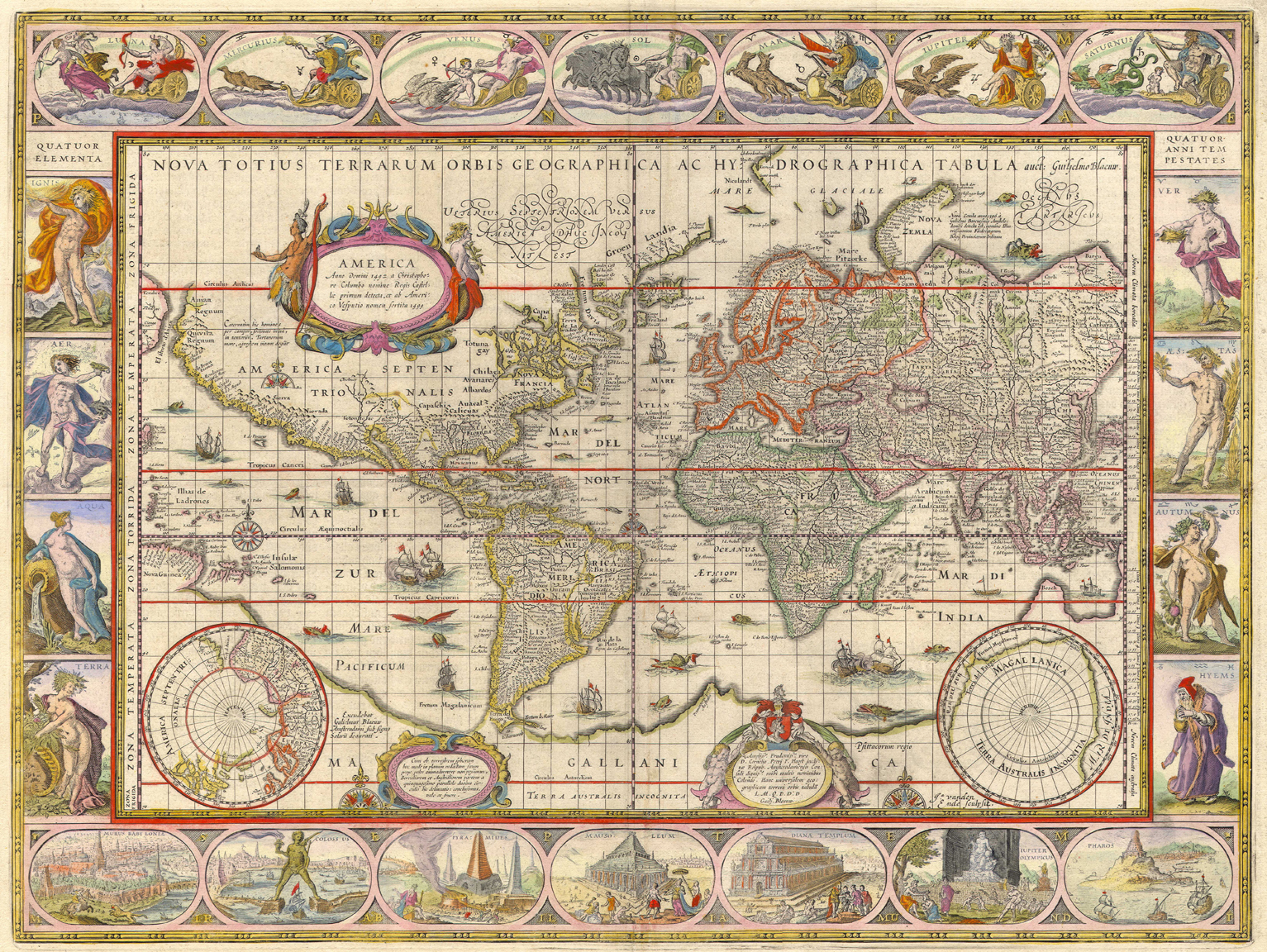
نقشه جهانی ۱۶۰۶–۲۶ ویلم بلائو و یوهانس بلائو

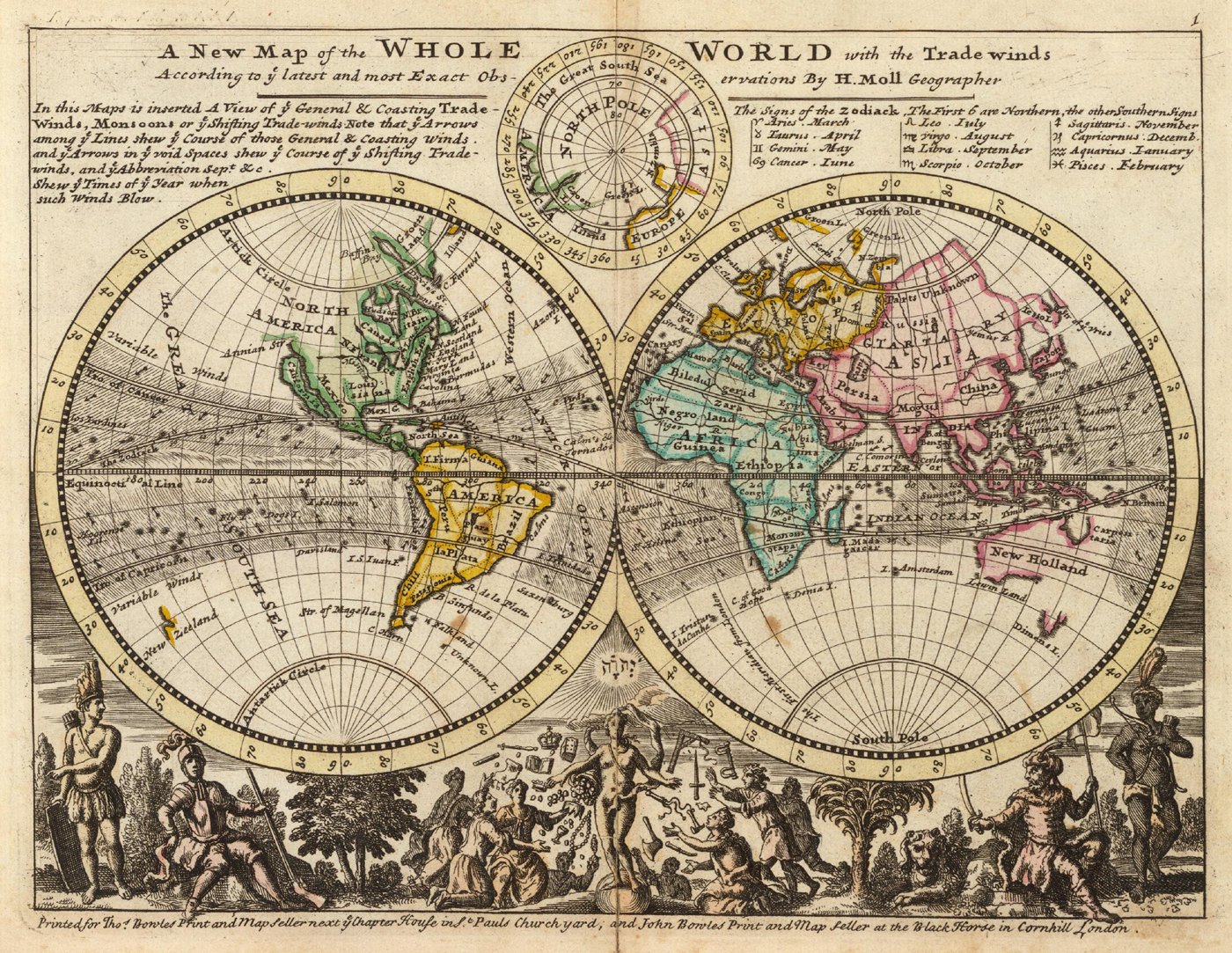
Herman Moll 's نقشه جدیدی از کل جهان با وزش تجارت (۱۷۳۶)

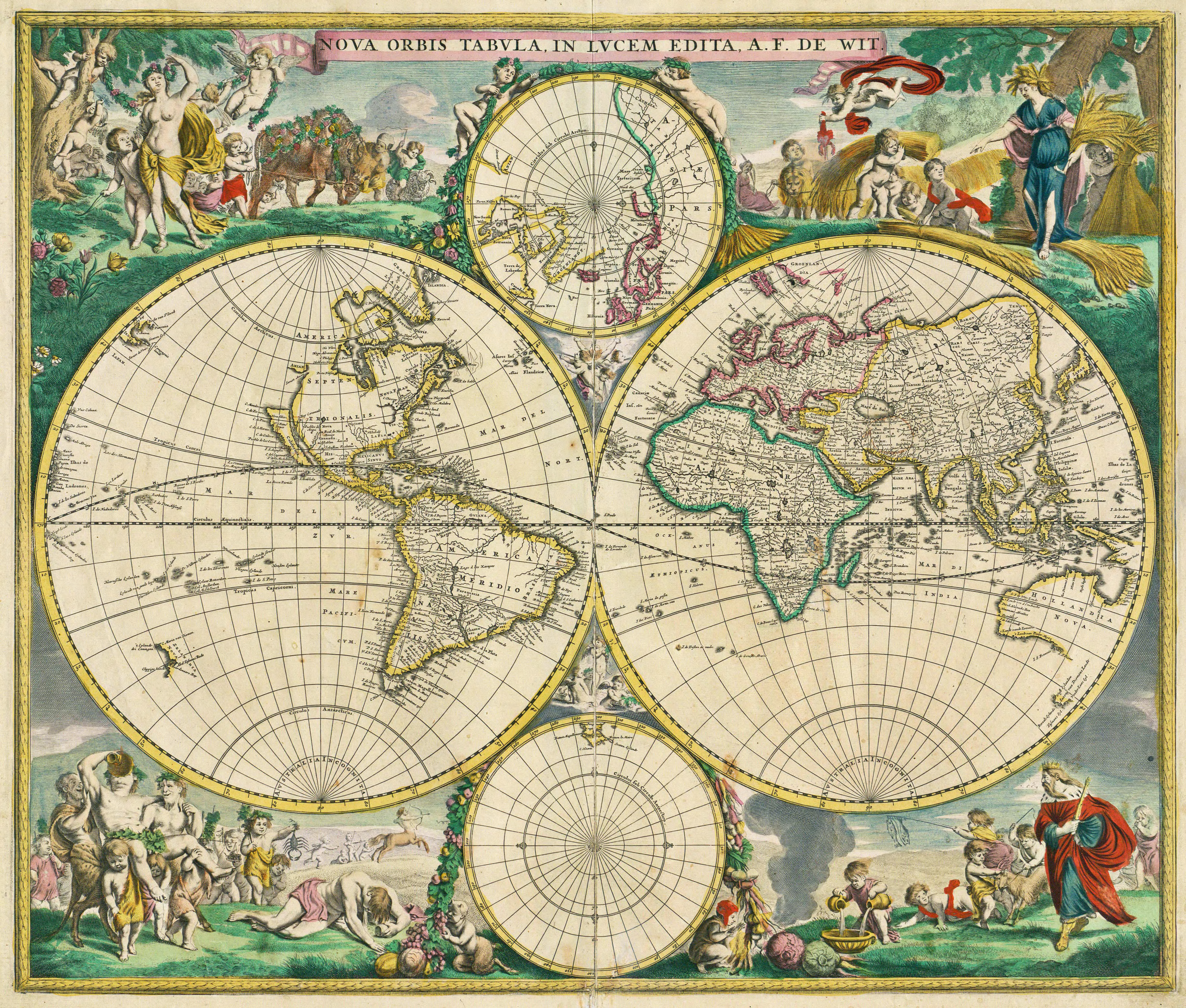
نقشه جهان فردریک دو ویت ۱۶۷۰

- جوآو تکسیرا آلبرناز اول (پرتغال، درگذشت حدود ۱۶۶۴)، نقشه‌بردار پرکار، پسر لوئیس تکسیرا
- جوآو تکسیرا آلبرناز دوم (پرتغال، درگذشت حدود ۱۶۹۹)، نقشه‌بردار پرتغالی
- پدرو تیزیرا آلبرناز (پرتغال، حدود ۱۵۹۵–۱۶۶۲)، نقشه‌بردار پرتغالی نویسنده اطلس مهم شبه جزیره ایبری و نقشه پرتغال (۱۶۵۶)
- گیوم لو وازور دو بوپلان (فرانسه، حدود ۱۶۰۰–۱۶۷۳)، نقشه‌بردار فرانسوی که اولین نقشه توصیفی اوکراین را ایجاد کرد[۳][۴]
- یوهانس بلائو (هلند، ۱۵۹۶–۱۶۷۳)
- امانوئل بوون (۱۶۹۳ / ۴–۱۷۶۷)، قلم زن و نقشه ساز[۵]
- وینچنزو کرونلی (ونیزی، ۱۶۵۰–۱۷۱۸)
- گیوم دلیسل (فرانسوی، ۱۶۷۵–۱۷۲۶)
- پتر گدا (سوئد، ۱۶۶۱–۱۶۹۷)
- هسل گریتس (هلند، ۱۵۸۱–۱۶۳۲)، نقشه‌بردار VOC
- ایزاک دو گراف (هلند، ۱۶۶۸–۱۷۴۳)، نقشه‌بردار VOC
- یوهان هومن (آلمان، ۱۶۶۴–۱۷۲۴)، جغرافیدان
- هنریکوس هوندیوس (هلند، 1597–1651)[۶]
- ویلم هندیوس (هلند، ۱۵۹۸–۱۶۵۲ / ۵۸)
- یوهانس جانسونیوس (هلند، ۱۶۸۸– ۱۶۸۸)
- یوهانس ون کولن (هلند، ۱۶۵۴–۱۷۱۵)
- Joannes د Laet (هلند، ۱۵۸۱–۱۶۴۹)
- مایکل ون لنگرن (هلند، ۱۶۰۰–۱۶۷۵)
- Alain Manesson Mallet (فرانسه، ۱۶۳۰–۱۷۰۶ فرانسه)
- Matthäus Merian Sr. (سوئیس، ۱۶۹۳–۱۵۹۳) و پسر (سوئیس، ۱۶۲۱–۱۶۸۷)
- هرمان مول (آلمان؟ / انگلیس، ۱۶۵۴–۱۷۳۲)
- رابرت موردن (انگلیس، ۱۶۵۰–۱۷۰۳)
- دیرک رمبرانتس ون نیروپ (هلند، ۱۶۱۰–۱۶۸۲)، نقشه‌بردار، ریاضیدان و ستاره‌شناس
- ژان باتیست نولین (فرانسه، حدود ۱۶۵۷–۱۷۰۸)
- جان اوگیلبی (اسکاتلند، ۱۶۰۰–۱۶۷۶)
- Henry Popple [fr] (انگلیس، 16xx-۱۷۴۳)
- نیکلاس سانسون (فرانسه، ۱۶۰۰–۱۶۶۷)
- پیتر شنک بزرگ (آلمان، ۱۶۶۰–۱۷۱۸ / ۱۹)
- یوهانس وینگبونز (هلند، ۱۶۱۶ / ۱۷–۱۶۷۰)، نقشه‌بردار و آبزیان
- گئورگ ماتیوس ویشر (اتریش، ۱۶۲۸–۱۶۹۶)، نقشه‌بردار، توپوگرافی و حکاکی
- Claes Jansz Visscher (هلند، ۱۵۸۷–۱۶۵۲)
- Nicolaes Visscher I (هلند، ۱۶۱۸–۱۶۷۹)
- فردریک دو ویت (هلند، ۱۶۱۰ / ۱۶–۱۶۹۸)
- نیکلاس ویتسن (هلند، ۱۶۴۱–۱۷۱۷)، دیپلمات، نقشه‌بردار، نویسنده و شهردار آمستردام
- جیووانی کاسینی (a.k.a. کاسینی اول، ایتالیا و فرانسه، ۱۶۲۵–۱۷۱۲)
- ژاک کاسینی (معروف به همان) کاسینی دوم، فرانسه، ۱۶۷۷–۱۷۵۶)

## نقشه نگاران معروف قرن ۱۸

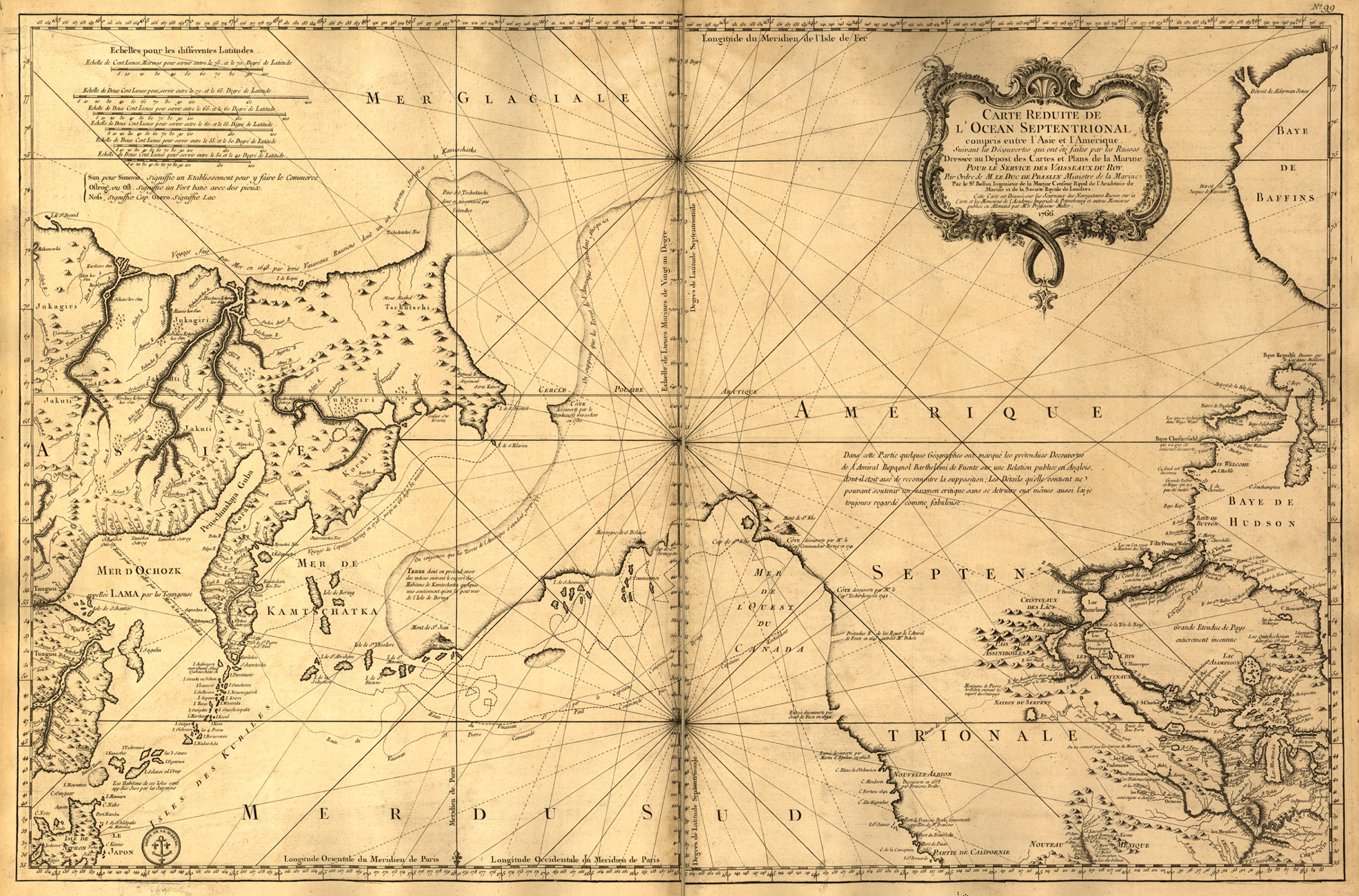
Jacques-Nicolas Bellin: Carte réduite de l'océan septentrional..., from: L'hydrographie françoise, Paris 1766

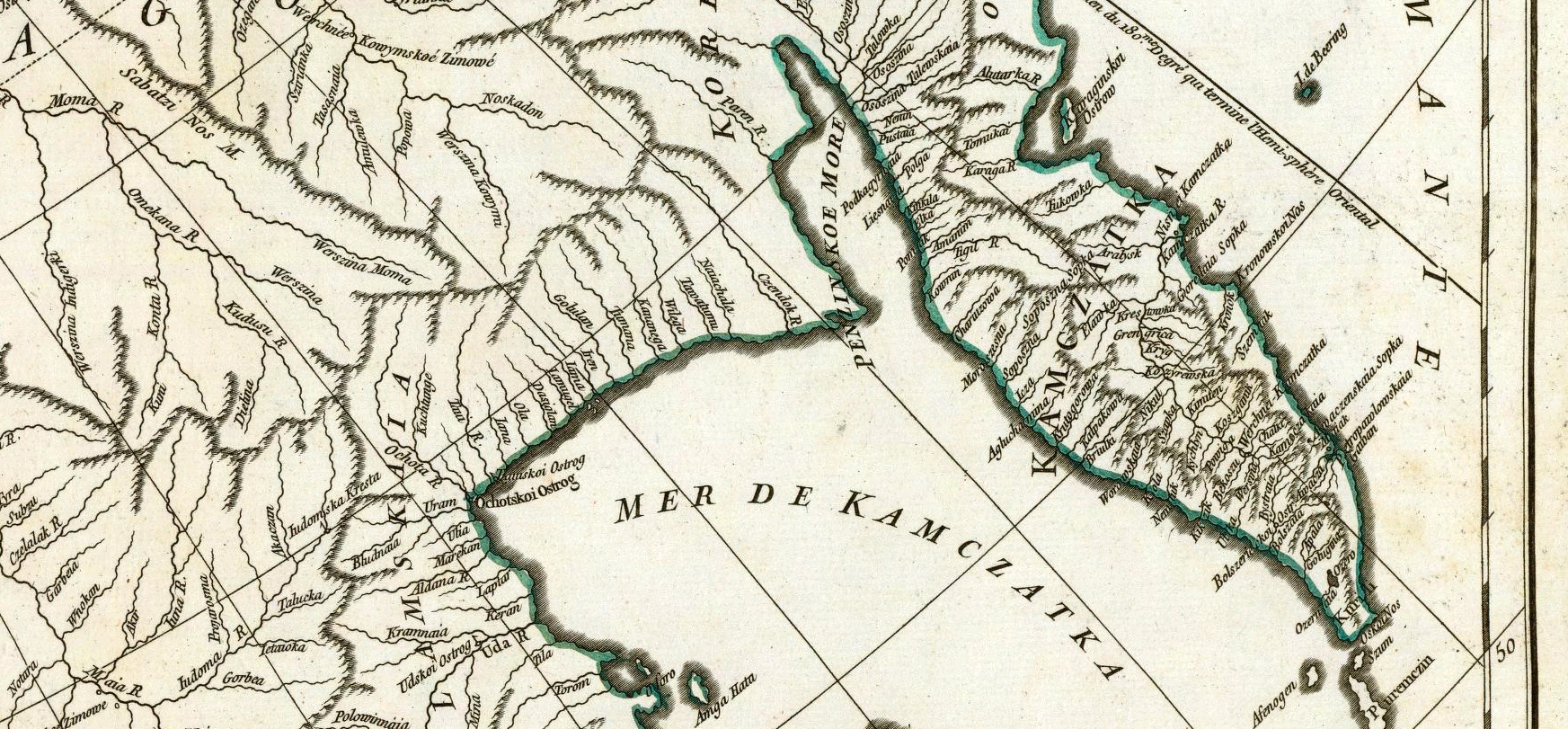
Jean Baptiste Bourguignon d'Anville: Troisième partie de la carte d'Asie, contenant la Sibérie, et quelques autres parties de la Tartarie, Paris (1753)

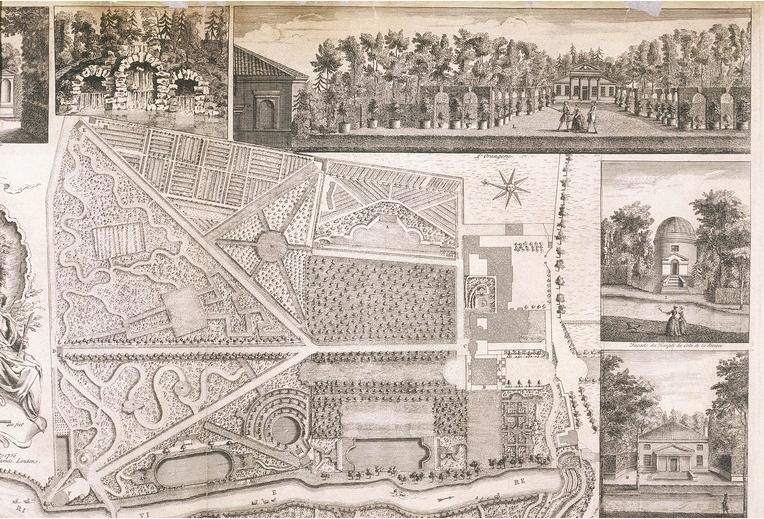
Plan du Jardin & Vue des Maisons de Chiswick, 1736, by John Rocque V&A Museum no. E.352-1944

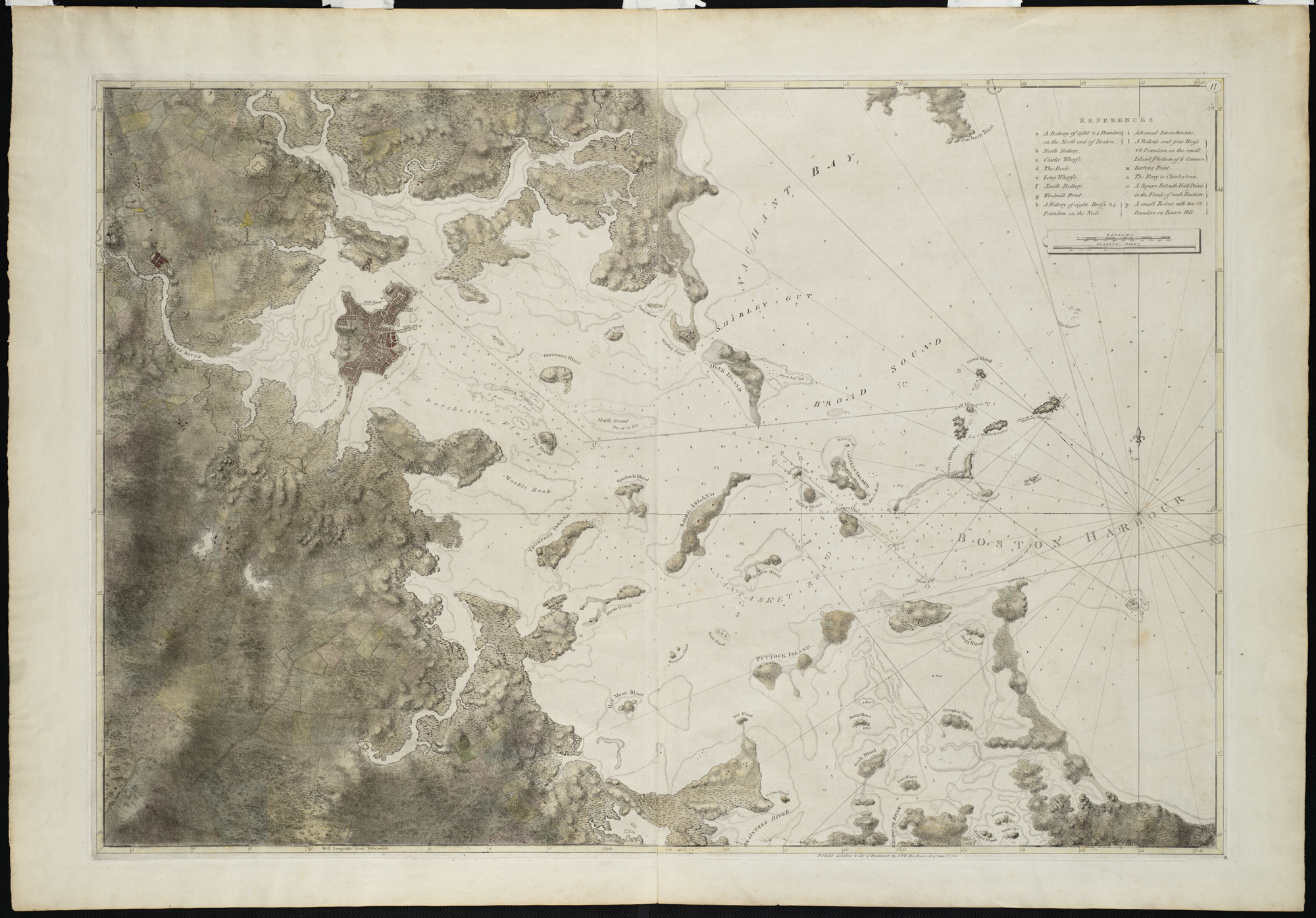
A survey of Boston Harbor from Atlantic Neptune by Colonel Joseph Frederick Wallet DesBarres

- جان جیمز آبرت (ایالات متحده، ۱۷۸۸–۱۸۶۳)، به مدت ۳۲ سال ریاست سپاه مهندسان توپوگرافی را بر عهده گرفت و نقشه‌برداری غرب آمریکا را سازمان داد
- John Arrowsmith (انگلیس، ۱۷۹۰–۱۸۷۳)، عضو خانواده جغرافی دانان Arrowsmith
- لوئیس آلبرت گویسلین باکلر د آلبه (فرانسه، ۱۷۶۱–۱۸۲۴)، همچنین هنرمند و مشاور استراتژیک دیرینه ناپلئون
- John Senex (1690–1740)، حکاک، ناشر، نقشه‌بردار و جغرافی‌دان ملکه آن[۷]
- جان لود کاولی، نقشه‌بردار، ریاضیدان و جغرافیدان
- Agostino Codazzi (ایتالیا، ۱۷۹۳–۱۸۵۸)
- جوزف فردریک Wallet DesBarres (1721–1824)، ایجاد شده آتلانتیک نپتون
- Giambattista (Giovanni Battista) Albrizzi (ونیز، ۱۶۹۸–۱۷۷۷)، ناشر کتابها و نقشه‌های مصور
- Sieur le Rouge نقشه c1740[۸]
- جان گیبسون (نقشه‌بردار)، نقشه ج. 1758[۹]
- ژاک-نیکلاس بلین (۱۷۰۳–۱۷۷۲)، نقشه‌بردار اصلی نیروی دریایی فرانسه
- ویلیام بلیگ (انگلستان، ۱۷۵۴–۵۷ دسامبر ۱۸۱۷)، استاد کشتی در جریان شورش بدنام Bounty و نقشه‌بردار دست آزاد
- ریگوبرت بون (فرانسه، ۱۷۲۷–۱۷۲۷)، نقشه نگار سلطنتی به فرانسه در دفتر هیدروگراف در دپو د لا مارین
- Jean Baptiste Bourguignon d'Anville (فرانسه، ۱۶۹۷–۱۷۸۲)
- Don Tomas Lopez de Vargas Machuca (اسپانیا، ۱۷۳۰–۱۸۰۲) ٪ A1s، _۱۷۳۱–۱۸۰۲. | عنوان = لوپز د وارگاس ماچوکا، توماس، ۱۷۳۱–۱۸۰۲ | کار = VIAF.org}}</ref>
- Lourenco Homem da Cunha d´Eca، ایجاد شده Carta militar das principaes estradas de Portugal، ۱۸۰۸
- Abel Buell (1742–1822)، اولین نقشه از ایالات متحده جدید ایجاد شده توسط یک آمریکایی را منتشر کرد
- دیمیتری کانتمیر (مولداوی و روسیه، ۱۶۷۳–۱۷۲۳)
- سزار-فرانسوا کاسینی دو توری (معروف به کاسینی سوم، فرانسه، ۱۷۱۴–۱۷۸۴)
- ژان-دومنیک کاسینی (معروف به کاسینی چهارم، فرانسه، ۱۷۴۸–۱۸۴۵)
- Edme Mentelle (فرانسه، ۱۷۳۰–۱۸۱۶)
- پیر ژیل شانلر (فرانسه، 1758–1817)[۱۰]
- جیمز کوک (ناخدا RN) (1728–1779)، ناوبری و سازنده نقشه‌های دریایی
- سیمئون دی ویت (۱۷۵۶–۱۸۳۴)، جانشین رابرت ارسکین و نقشه‌بردار کل ایالت نیویورک
- لوئیس ایسیدور دوپری (فرانسوی، ۱۷۸۶–۱۸۶۵)
- یوهان فردریش اندرس (آلمان، پرواز ۱۷۵۵)
- سرهنگ رابرت ارسکین (۱۷۳۵–۱۷۸۰)، جغرافیدان و نقشه‌بردار کل ارتش قاره در طی انقلاب آمریکا
- جوزف دو فراریس (۱۷۲۶–۱۸۱۴)، نقشه‌بردار اتریشی هلند اتریش
- متیو فلیندرز (انگلیسی، ۱۷۷۴–۱۸۱۴)، نیروی دریایی سلطنتی افسر؛ استرالیا را دور زد و در خط ساحلی استرالیا اکتشاف کرد
- جوزف مارکس بارون فون لیختنسترن (اتریش، ۱۷۶۵–۱۸۲۸)
- Louis Feuillée (فرانسه، ۱۶۶۰–۱۷۳۲)
- Björn Gunnlaugsson (ایسلند، ۱۷۸۸–۱۸۷۶)
- فیلدینگ لوکاس ، جونیور (حدود ۱۷۸۱–۱۸۵۴)، از برادران لوکاس، بالتیمور، ایالات متحده آمریکا
- ج. فلین «طرح جدید و درست لندن»، ۱۷۷۰
- ساموئل گوستاف هرملین (سوئد، 1744–1820)[۱۱]
- توماس جفریس (انگلیس، حدود ۱۷۱۰–۱۷۷۱)، جغرافی‌دان پادشاه جورج سوم پادشاهی متحده
- ویلیام فادن (انگلیس، ۱۷۴۹–۱۸۳۶)، جانشین توماس جفریس
- Pierre Jacotin (فرانسه، ۱۷۶۵–۱۸۲۹)
- [[دیوار

## قرن ۱۹
- رابرت آیتکن از بیت. متولد ج ۱۷۸۶

نقشه مسیر پستی آبراهام بردلی در ایالات متحده آمریکا در سال ۱۸۰۴

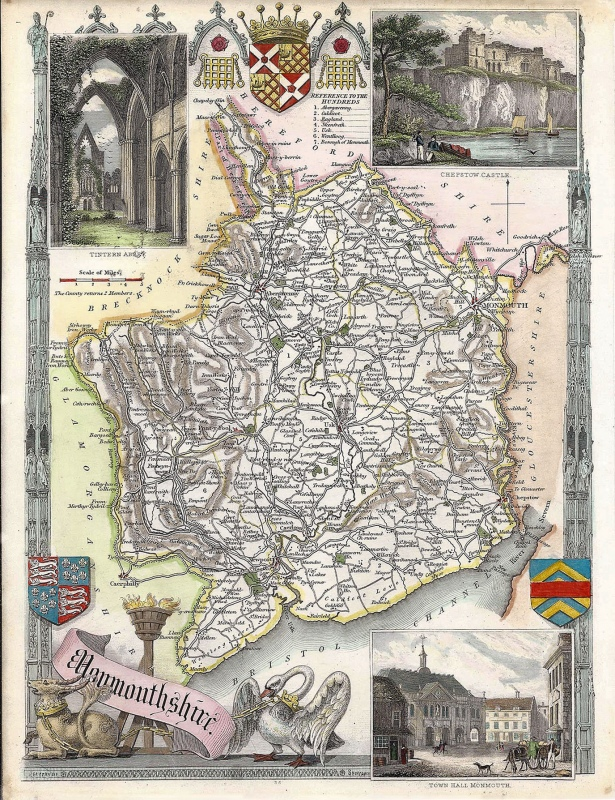
نقشه Moule از صدها Monmouthshire, c. 1831

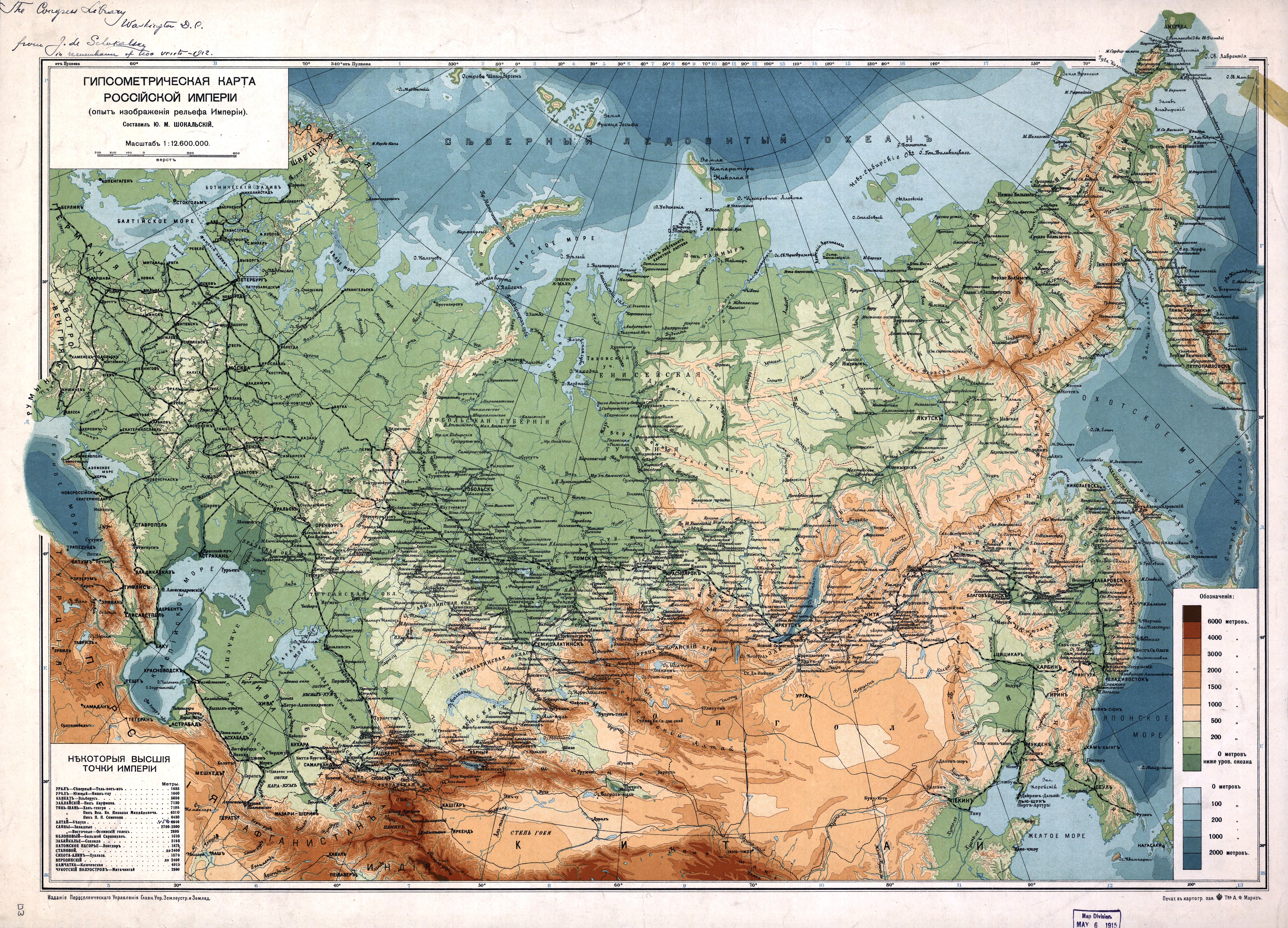
نقشه ای از امپراتوری روسیه در سال ۱۹۱۲ توسط یولی شوکالسکی

- جان بارتولومیو بزرگ (۲۶ آوریل ۱۸۰۵–۸ آوریل ۱۸۶۱)، نقشه‌کش و حکاکی اسکاتلندی.
- هنری پیتر بوس (هنری / ایالات متحده، ۱۸۴۴–۱۹۰۳)، همچنین عکاس و مهندس عمران
- آبراهام بردلی جونیور (۱۷۶۷–۱۸۳۸)، اولین نقشه‌های راه پستی ایالات متحده را ایجاد کرد
- جورج بردشاو (انگلیس، ۱۸۰۱–۱۸۵۳)
- اوژنیا ویلر گوف (ایالات متحده، ۱۸۴۴–۱۹۲۲)، تاریخ، منابع و جغرافیا را با هم ترکیب کرد
- لزلی جورج بولاک (۱۸۹۵–۱۹۷۱)
- برنارد JS Cahill (1867–1944)، مخترع «نقشه پروانه ها» هشت ضلعی جهان
- جورج کومر (۱۸۵۸–۱۹۳۷)
- جان پل گود (۱۸۶۲–۱۹۳۲)، «شرور شرور» و اطلس جهانی گود را ایجاد کرد
- هرمان هاک (آلمان، ۱۸۷۲–۱۹۶۶)
- ادوارد ایمهوف (۱۸۹۵–۱۹۸۶)، نظارت بر Schweizerischer Mittelschulatlas، اطلس مورد استفاده در سوئیس
- جیمز ایرلند کریگ (۱۸۶۸–۱۹۵۲)، مخترع طرح کروگ یکپارچه سازی، که در غیر این صورت پروژه مکه نامیده می‌شود
- JH Colton (ایالات متحده، ۱۸۰۰–۱۸۹۳)
- کارل دیرککه (۱۸۴۲–۱۹۱۳)
- ماکس اکرت-گریفنورف (آلمان، ۱۸۶۸–۱۹۳۸)
- پرسی فاوست (۱۸۲۵– ۱۹۲۵)، کاوشگر انگلیسی در آمریکای جنوبی
- متیو فونتین موری (ایالات متحده، ۱۸۰۶–۱۸۷۳)، افسر نیروی دریایی ایالات متحده؛ همچنین اقیانوس‌شناس، هواشناس، نقشه‌بردار، نویسنده، زمین‌شناس و مربی
- تادئوس مورتیمر فاولر (۱۸۴۲–۱۹۲۲)، تهیه‌کننده نقشه‌های تصویری آمریکایی[۱۲]
- چارلز اف هافمن (آلمان / ایالات متحده، ۱۸۳۸–۱۹۱۳)
- ویلیام هیوز (جغرافی‌دان) FRGS (1818 - 21 مه ۱۸۷۶) جغرافی‌دان، نقشه ساز، نقشه‌بردار و نویسنده انگلیسی بود.
- فلیکس جونز (انگلستان، ۱۸۱۳–۱۸۷۸)
- فلورانس کلی (ایالات متحده، ۱۸۵۹–۱۹۳۲)، اصلاح طلب سیاسی، مدیر بخش شیکاگو در نقشه‌ها و مقالات هال هاوس
- پیتر کوزلر (اسلوونی، ۱۸۲۴–۱۸۷۹)، وکیل، جغرافی‌دان، سیاستمدار، سازنده
- ویکتور آدولف مالت برون (فرانسه، ۱۸۱۶–۱۸۸۹)
- هاینریش تئودور منکه (آلمان، ۱۸۱۹–۱۸۹۲)
- آگوست هاینریش پترمن (۱۸ آوریل ۱۸۲۲–۲۵ سپتامبر ۱۸۷۸)، نقشه‌بردار آلمانی
- جورج فیلیپ (۱۸۰۰–۱۸۸۲)، نقشه‌بردار، ناشر نقشه و بنیانگذار انتشارات George Philip &amp; Son Ltd.
- Erwin Raisz (1893–1968)
- ویلیام آر. شفرد (۱۸۷۱–۱۹۳۴)
- یولی شوکالسکی (روسیه، ۱۸۵۶–۱۹۴۰)، همچنین اقیانوس‌شناس و جغرافی‌دان
- کارل اسپرونر فون مرز (آلمان، ۱۸۰۳–۱۸۹۲)
- جان تالیس و کمپانی (انگلیس، ۱۸۳۸–۱۸۵۱)
- نیکولا آگوست تیسوت (فرانسه، ۱۸۲۴–۱۸۹۷)، شاخص تیسوت را طراحی کرد
- Shanawdithit (کانادا، حدود ۱۸۰۱–۱۸۲۹)، نقشه‌هایی را ایجاد کرد که جنبش مردم Beothuk در نیوفاندلند را به تصویر می‌کشد.
- ادوارد وینسنت (انگلیس / ایالات متحده، حدود ۱۸۲۵–۲۷ نوامبر ۱۸۵۶)، نقشه بردار، مهندس عمران، معمار
- نائین سینگ راوات (هند، ۱۸۳۰–۱۸۸۲) نقشه‌بردار و کاوشگر
- Cope, Emmor B: نقشه‌بردار میدان نبرد گتیسبورگ و اولین سرپرست پارک ملی ارتش گتیسبورگ
- الکساندر ویلمین (فرانسه، ۱۸۱۲–۱۸۸۰)
- روت تیلور وایت (ایالات متحده ۱۸۹۹ - ؟)، خالق نقشه‌های دکتری ایالات متحده است
- جان فرانکون ویلیامز FRGS (1854–4 سپتامبر ۱۹۱۱)، سردبیر، روزنامه‌نگار، نویسنده، جغرافیدان، مورخ، نقشه‌بردار و مخترع.
- فانی بولاک ورکمن (ایالات متحده، ۱۸۵۹–۱۹۲۵)، جغرافیدان، نقشه‌بردار، کاوشگر، سفرنامه نویس و کوهنورد
- جیمز وایلد (انگلیس، ۱۸۱۲–۱۸۸۷)
- Hatsusaburō Yoshida (ژاپن، ۱۸۸۴–۱۹۵۵)

## نقشه‌بردارهای قرن بیست

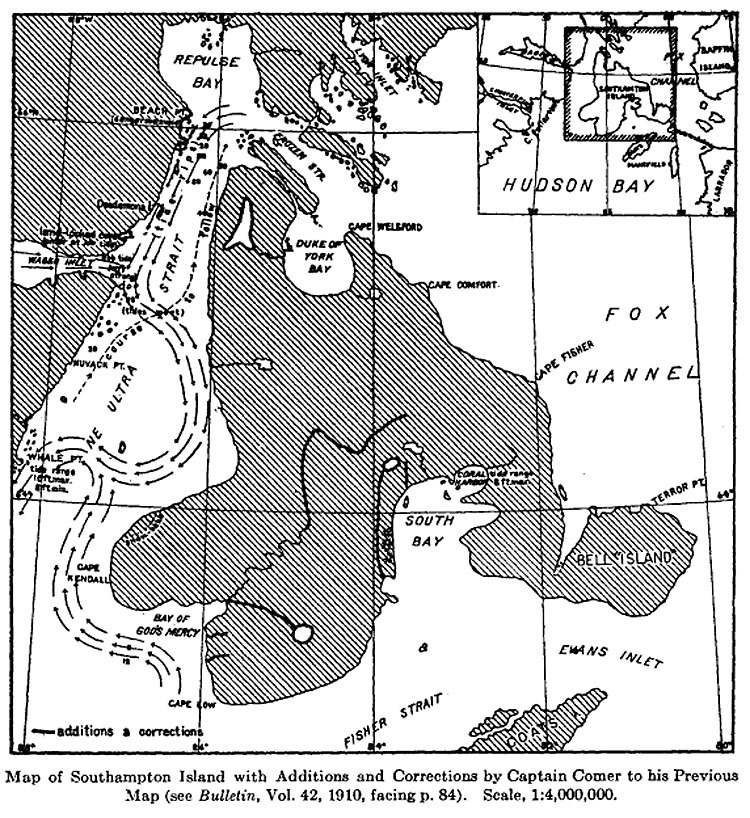
نقشه جورج کومر از جزیره ساوتهمپتون در سال ۱۹۱۳

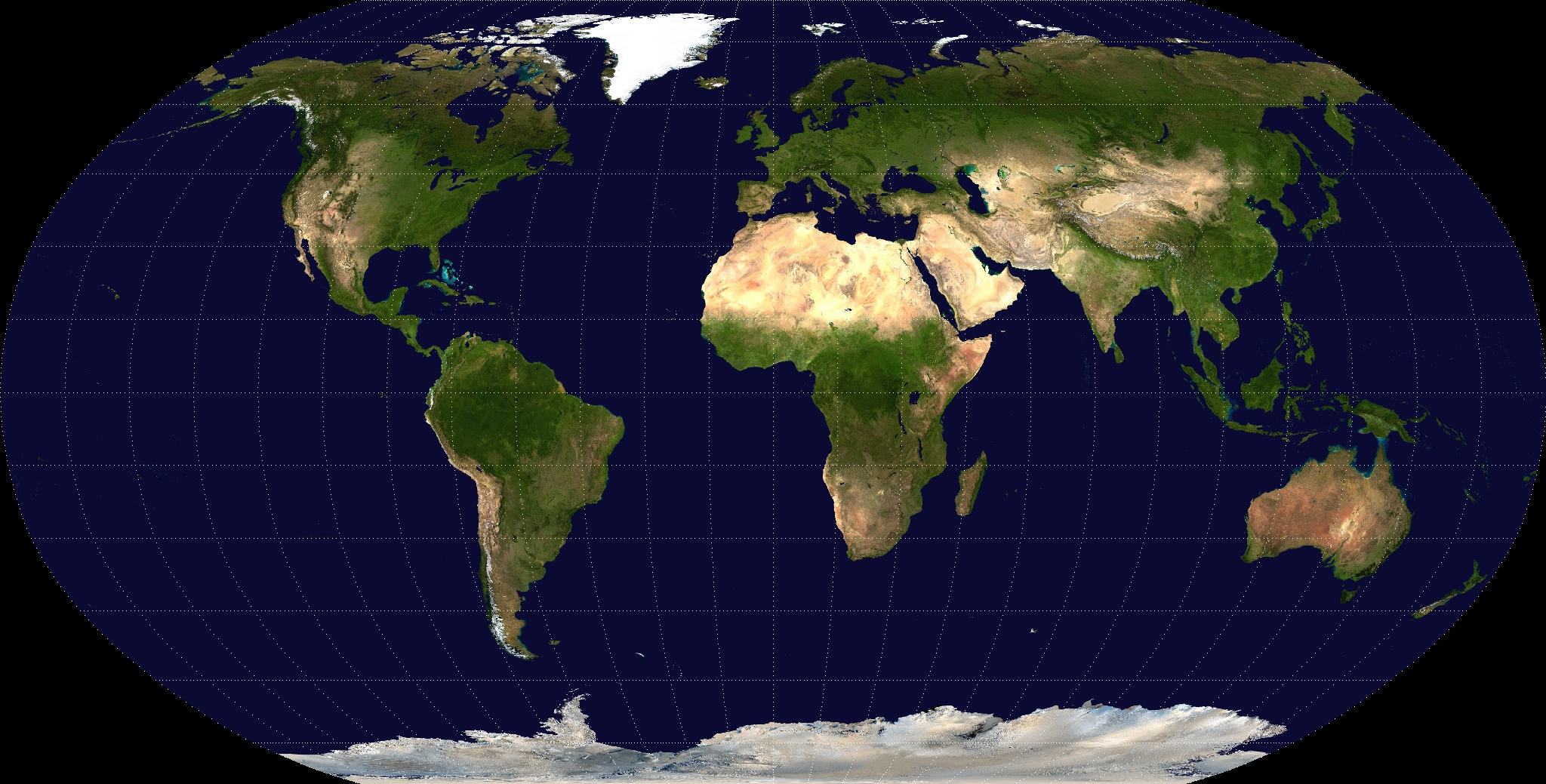
یک طرح رابینسون از زمین

- Regina Araújo de Almeida (برزیل، ۱۹۴۹–)، استاد جغرافیا در دانشگاه سائوپائولو، نقشه‌بردار لمس نقشه‌برداری[۱۳]
- ژاک برترین (فرانسه، ۱۹۱۸–۲۰۱۰)
- یوزف برو (اتریش، ۱۹۱۴–۱۹۹۸)
- سینتیا بروور (ایالات متحده، ۱۹۵۷–)، ColorBrewer، استاد و رئیس گروه دانشگاه ایالتی پن را توسعه داد
- راجر برونه (۱۹۳۱–)
- امانوئلا کستی (۱۹۵۰–)، نظریه نشانه‌شناسی نقشه‌های جغرافیایی را رسمیت داد
- دنی دورلینگ (۱۹۶۸–)، نقشه‌های مدور را توسعه داد
- ماریون فریسویک (ایالات متحده، ۱۹۲۲–)، اولین نقشه نویس زن اطلاعاتی در آژانس اطلاعات مرکزی
- امیلی گارفیلد، (۱۹۸۷–)، هنرمند نقشه‌برداری
- گونتر هاک (۲۰۰۰–۲۰۰۰)
- ریچارد ادس هریسون (۱۹۰۱–۱۹۹۴)
- تام هریسون (۱۹۱۱–۱۹۷۶)
- جورج اف جنکس (۱۹۱۶–۱۹۹۶)
- Elrey Borge Jeppesen (1907–1996)
- اینگرید کرچمر (۱۹۳۹–۲۰۱۱)
- اسباب بازی لاسکر (ایالات متحده، ۲۰۱۱–۱۹۱۹)، خالق و ویراستار کتابهای راهنمای Flashmaps
- ادگار لمان (۱۹۰۵–۱۹۹۰)
- جس میلر (ایالات متحده، ۱۹۸۸–)، هنرمند، عکاس و نقشه‌بردار روستایی آرکانزاس
- مارک نیومن (۱۹۶۸–)، نقشه‌های متداول منطقه را با استفاده از یک روش مبتنی بر انتشار ایجاد کرد
- روت رودز لپر گاردنر (ایالات متحده، ۱۹۰۵–۲۰۱۱)، نقشه‌بردار در سواحل ماین
- رودی اوگریسک (۱۹۲۶–۱۹۹۹)
- رافائل پالاسیوس (۱۹۰۵–۱۹۹۳)، کشوی پربار برای ناشران بزرگ آمریکایی
- فیلیس پیرسال (انگلستان، ۱۹۰۶–۱۹۹۶)، خالق اطلس خیابان A-Z جغرافی دانان
- باربارا پتچنیک (۱۹۳۹–۱۹۹۲)، اولین زنی که به عنوان معاون رئیس انجمن بین‌المللی کارتوگرافی خدمت می‌کند
- آرتور اچ رابینسون (۱۹۱۵–۲۰۰۴)، کتاب تأثیرگذار عناصر نقشه‌برداری را نوشت و طرح رابینسون را توسعه داد
- عباس سحاب (۲۰۰۰–۱۹۲۱)، نقشه‌بردار ایرانی، اولین اطلس خلیج فارس را تولید کرد
- پائولا شر (ایالات متحده، ۱۹۴۸–)، طراح گرافیک، نقاش
- جونی سیگار (ایالات متحده ۱۹۵۴–)، استاد جغرافیا در دانشگاه ورمونت
- Nikolas Schiller (1980–)، نقشه‌های Arabesque متشکل از عکس‌های هوایی kaleidoscopic
- جان سی شرمن (۱۹۱۶–۱۹۹۶)
- جسامین شومات (۱۹۰۲–۱۹۹۰)
- Kira B. Shingareva (روسیه، ۱۹۳۸–۲۰۱۳)، اولین شخصی که نقشه تاریک ماه را با موفقیت تهیه کرد
- جان پی. اسنایدر (۱۹۹۷–۱۹۹۶)، طرح جبران کننده مورب فضایی را توسعه داد
- دکتر E. Lee Spence (1947–)، پیشگام باستان‌شناس زیر آب، نقشه‌های تزئینی و تاریخی که مکان‌های غرق شدن کشتی را نشان می‌دهد
- ماری تارپ (۱۹۲۰–۲۰۰۶)، نقشه‌بردار اقیانوس‌شناسی
- والدو آر توبلر (۱۹۳۰–۲۰۱۸)، اولین قانون جغرافیا را تدوین کرد
- جودیت تینر (ایالات متحده، ۱۹۳۹–)، استاد جغرافیا در دانشگاه ایالتی کالیفرنیا، لانگ بیچ
- بردفورد واشبرن (۱۹۱۰–۲۰۰۷)
- دنیس وود (ایالات متحده، ۱۹۴۵–)، هنرمند، نویسنده و استاد سابق طراحی در دانشگاه ایالتی کارولینای شمالی
- دیوید وودوارد (۱۹۴۲–۲۰۰۴)